# 小行星7903
小行星7903（7903 Albinoni）是一颗绕太阳运转的小行星，为主小行星带小行星。该小行星于1996年4月20日发现。

## 轨道参数
小行星7903的轨道半长轴为3.0333288 UA，离心率为0.022。